# Aplopocranidium waehneri
Aplopocranidium waehneri är en insektsart som först beskrevs av Günther 1940.  Aplopocranidium waehneri ingår i släktet Aplopocranidium och familjen Phasmatidae. Inga underarter finns listade i Catalogue of Life.